# Georg Christopher Wæchter
Georg Christopher Wæchter (Wächter), född 27 oktober 1729 i Heidelberg, död efter 1790, var en tysk medaljkonstnär.
Han var son till oboisten Heinrich Wæchter och Anna Maria Ritterin. Wæchter var elev till Jean Dassier i Genève och etablerade sig efter lärotidens slut som medaljgravör i Mannheim. När hans äldre broder Johan Georg Wæchter som är verksam i Ryssland behöver extra hjälp reser han dit 1771. Tillsammans utförde de flertal medaljer för olika ryska uppdragsgivare. Efter att han under oklara förhållande förlorat all sin egendom i Ryssland dyker han upp i Stockholm 1786. Han ansöker förgäves hos Gustav III om stöd och plats som medaljgravör vid myntverket. Han ansökte 1789 om ett förskott för utförande av två medaljer över 1789 års statsvälvning och hertig Karls sjöseger men troligen kom inga av dessa medaljer att tillverkas. För att klara sitt uppehälle annonserade han 1790 i Stockholms tidningar att han utförde sigillstampar, vaxporträtt och att han undervisade ungt folk i vaxmodellering i sin bostad på Norra Smedjegatan i Stockholm. Hans mest kända arbete är en medalj över Voltaire som han utförde 1769–1770 men från hans tid i Sverige är inga medaljer kända. Wæchter är representerad vid bland annat The Fitzwilliam Museum vid University of Cambridge. 